# Campeonato Profesional 1974
Il Campeonato Profesional 1974 fu la 27ª edizione della massima serie del campionato colombiano di calcio, e fu vinta dal Deportivo Cali.

## Avvenimenti
Il campionato cambia aspetto: mentre il torneo di Apertura rimane immutato, il Finalización passa da uno a due gironi: il girone A è composto dalle prime 7 dell'Apertura, mentre il B dalle ultime 7. Vengono formati degli abbinamenti tra squadre dei due gruppi: ciascuna squadra del gruppo A è abbinata a una squadra del gruppo B. Quando la squadra del gruppo B incontra l'avversaria del gruppo A cui è abbinata, gioca due partite in casa e una in trasferta. Gli abbinamenti sono i seguenti: Atlético Nacional-Deportes Tolima; Deportivo Cali-Cúcuta; Millonarios-Cristal Caldas; Junior-Unión Magdalena; Independiente Medellín-Deportes Quindío; Santa Fe-Deportivo Pereira; América-Atlético Bucaramanga. Anche il criterio di qualificazione al girone finale cambia: passano al girone da 6 per l'assegnazione del titolo le prime classificate di ciascun gruppo, più le migliori 4 nella classifica complessiva (Apertura + Finalización).
A causa di un problema alle trasmissioni radiofoniche, per un mese i risultati degli incontri giocati a Pereira non furono comunicati né riportati dai mezzi di comunicazione; solo la DIMAYOR riuscì a ottenerli, grazie ai referti arbitrali.

## Partecipanti
- América de Cali
- Atlético Bucaramanga
- Atlético Junior
- Atlético Nacional
- Cristal Caldas
- Cúcuta Deportivo
- Deportes Quindío
- Deportes Tolima
- Deportivo Cali
- Deportivo Pereira
- Independiente Medellín
- Millonarios
- Santa Fe
- Unión Magdalena

## Torneo Apertura
|  | Pos. | Squadra                | Pt | G  | V  | N  | P  | GF | GS | DR  |
|  | ---- | ---------------------- | -- | -- | -- | -- | -- | -- | -- | --- |
|  | 1.   | Atlético Nacional      | 37 | 26 | 15 | 7  | 4  | 38 | 22 | +16 |
|  | 2.   | Deportivo Cali         | 37 | 26 | 14 | 9  | 3  | 38 | 19 | +19 |
|  | 3.   | Millonarios            | 33 | 26 | 15 | 3  | 8  | 38 | 21 | +17 |
|  | 4.   | Atlético Junior        | 33 | 26 | 12 | 9  | 5  | 27 | 18 | +9  |
|  | 5.   | Independiente Medellín | 30 | 26 | 11 | 8  | 7  | 32 | 22 | +10 |
|  | 6.   | Santa Fe               | 30 | 26 | 11 | 8  | 7  | 38 | 33 | +5  |
|  | 7.   | América de Cali        | 29 | 26 | 9  | 11 | 6  | 27 | 24 | +3  |
|  | 8.   | Cúcuta Deportivo       | 22 | 26 | 6  | 10 | 10 | 19 | 26 | -7  |
|  | 9.   | Cristal Caldas         | 21 | 26 | 8  | 5  | 13 | 31 | 41 | -10 |
|  | 10.  | Deportes Quindío       | 21 | 26 | 6  | 9  | 11 | 27 | 35 | -8  |
|  | 11.  | Atlético Bucaramanga   | 21 | 26 | 5  | 11 | 10 | 20 | 35 | -15 |
|  | 12.  | Deportivo Pereira      | 19 | 26 | 7  | 5  | 14 | 21 | 28 | -7  |
|  | 13.  | Unión Magdalena        | 17 | 26 | 5  | 7  | 14 | 18 | 34 | -16 |
|  | 14.  | Deportes Tolima        | 14 | 26 | 1  | 12 | 13 | 18 | 34 | -16 |

Legenda:

         Agli spareggi per il 1º posto dell'Apertura.
         Inserito nel gruppo A.
         Inserito nel gruppo B.
Note:
Due punti a vittoria, uno a pareggio, zero a sconfitta.

### Spareggio per il 1º posto

#### Andata
| Arbitro: | Mario Canessa |

|                                     |           |                       |
| Lóndero 25’ Moncada 39’ Córdoba 66’ | Marcatori | 52’ Reyes 77’ Dagraca |

#### Ritorno
| Arbitro: | Quiroz |

|                          |           |                    |
| Reyes 24’ Del Puerto 63’ | Marcatori | 32’ (aut.) Escobar |

## Torneo Finalización
Abbinamenti: Atl. Nacional-Dep. Tolima; Dep. Cali-Cúcuta; Millonarios-Cristal Caldas; Junior-Unión Magdalena; Ind. Medellín-Dep. Quindío; Santa Fe-Dep. Pereira; América-Atl. Bucaramanga.

### Gruppo A
|  | Pos. | Squadra                | Pt | G  | V  | N | P | GF | GS | DR  |
|  | ---- | ---------------------- | -- | -- | -- | - | - | -- | -- | --- |
|  | 1.   | Deportivo Cali         | 30 | 21 | 11 | 8 | 2 | 29 | 13 | +16 |
|  | 2.   | América de Cali        | 27 | 21 | 10 | 7 | 4 | 22 | 16 | +6  |
|  | 3.   | Millonarios            | 26 | 21 | 10 | 6 | 5 | 26 | 14 | +12 |
|  | 4.   | Santa Fe               | 24 | 21 | 10 | 4 | 7 | 27 | 21 | +6  |
|  | 5.   | Atlético Nacional      | 24 | 21 | 8  | 8 | 5 | 28 | 16 | +12 |
|  | 6.   | Atlético Junior        | 22 | 21 | 8  | 6 | 7 | 26 | 24 | +2  |
|  | 7.   | Independiente Medellín | 18 | 21 | 5  | 8 | 8 | 23 | 29 | -6  |

Legenda:
         Qualificato al girone finale.
Note:
Due punti a vittoria, uno a pareggio, zero a sconfitta.

### Gruppo B
|  | Pos. | Squadra              | Pt | G  | V  | N | P  | GF | GS | DR  |
|  | ---- | -------------------- | -- | -- | -- | - | -- | -- | -- | --- |
|  | 1.   | Deportivo Pereira    | 25 | 21 | 10 | 5 | 6  | 21 | 16 | +5  |
|  | 2.   | Deportes Quindío     | 21 | 21 | 9  | 3 | 9  | 30 | 27 | +3  |
|  | 3.   | Deportes Tolima      | 21 | 21 | 9  | 3 | 9  | 26 | 29 | -3  |
|  | 4.   | Atlético Bucaramanga | 18 | 21 | 6  | 6 | 9  | 22 | 23 | -1  |
|  | 5.   | Cúcuta Deportivo     | 17 | 21 | 5  | 7 | 9  | 23 | 31 | -8  |
|  | 6.   | Cristal Caldas       | 12 | 21 | 4  | 4 | 13 | 16 | 36 | -20 |
|  | 7.   | Unión Magdalena      | 9  | 21 | 2  | 5 | 14 | 16 | 40 | -24 |

Legenda:
         Qualificato al girone finale.
Note:
Due punti a vittoria, uno a pareggio, zero a sconfitta.

## Classifica complessiva
|  | Pos. | Squadra                | Pt | G  | V  | N  | P  | GF | GS | DR  |
|  | ---- | ---------------------- | -- | -- | -- | -- | -- | -- | -- | --- |
|  | 1.   | Deportivo Cali         | 34 | 24 | 15 | 4  | 5  | 41 | 23 | +18 |
|  | 2.   | Atlético Nacional      | 33 | 24 | 14 | 5  | 5  | 36 | 21 | +15 |
|  | 3.   | Millonarios            | 31 | 24 | 12 | 7  | 5  | 28 | 19 | +9  |
|  | 4.   | América de Cali        | 28 | 24 | 9  | 10 | 5  | 28 | 19 | +9  |
|  | 5.   | Atlético Junior        | 25 | 24 | 8  | 9  | 7  | 30 | 29 | +1  |
|  | 6.   | Santa Fe               | 24 | 24 | 9  | 6  | 9  | 33 | 36 | -3  |
|  | 7.   | Independiente Medellín | 23 | 24 | 9  | 5  | 10 | 35 | 32 | +3  |
|  | 8.   | Deportivo Pereira      | 22 | 24 | 9  | 4  | 11 | 38 | 29 | +9  |
|  | 9.   | Deportes Quindío       | 21 | 24 | 7  | 7  | 10 | 27 | 34 | -7  |
|  | 10.  | Atlético Bucaramanga   | 21 | 24 | 7  | 7  | 10 | 20 | 32 | -12 |
|  | 11.  | Cúcuta Deportivo       | 19 | 24 | 6  | 7  | 11 | 27 | 32 | -5  |
|  | 12.  | Deportes Tolima        | 18 | 24 | 7  | 4  | 13 | 26 | 38 | -12 |
|  | 13.  | Cristal Caldas         | 13 | 24 | 4  | 5  | 15 | 20 | 45 | -25 |
|  | 14.  | Unión Magdalena        | 16 | 26 | 4  | 8  | 14 | 20 | 39 | -19 |

Legenda:
         Qualificato al girone finale.
Note:
Due punti a vittoria, uno a pareggio, zero a sconfitta.

## Girone finale
|                     | Pos. | Squadra           | Pt | G  | V | N | P | GF | GS | DR |
| ------------------- | ---- | ----------------- | -- | -- | - | - | - | -- | -- | -- |
| Colombia (bandiera) | 1.   | Deportivo Cali    | 13 | 10 | 5 | 3 | 2 | 12 | 10 | +2 |
|                     | 2.   | Atlético Nacional | 11 | 10 | 3 | 5 | 2 | 18 | 15 | +3 |
|                     | 3.   | Deportivo Pereira | 10 | 10 | 2 | 6 | 2 | 19 | 16 | +3 |
|                     | 4.   | Millonarios       | 9  | 10 | 3 | 3 | 4 | 13 | 14 | -1 |
|                     | 5.   | Atlético Junior   | 9  | 10 | 3 | 3 | 4 | 19 | 23 | -4 |
|                     | 6.   | América de Cali   | 8  | 10 | 2 | 4 | 4 | 15 | 18 | -3 |

Legenda:

         Campione di Colombia 1974 e qualificato alla Coppa Libertadores 1975
         Qualificato alla Coppa Libertadores 1975
Due punti a vittoria, uno a pareggio, zero a sconfitta.

## Statistiche

### Classifica marcatori
| Gol |  |  | Giocatore            | Squadra           |
| --- |  |  | -------------------- | ----------------- |
| 33  |  |  | Vítor                | Atlético Junior   |
| 32  |  |  | Arístides Del Puerto | Deportivo Cali    |
| 27  |  |  | Hugo Lóndero         | Atlético Nacional |
| 26  |  |  | Nélson Silva Pacheco | Atlético Junior   |
| 24  |  |  | Armando Torres       | América de Cali   |
| 21  |  |  | Clemente Rolón       | Deportivo Pereira |
| 17  |  |  | Alfonso Tovar        | Deportes Quindío  |
| 15  |  |  | Willington Ortiz     | Millonarios       |
| 14  |  |  | José Ernesto Díaz    | Santa Fe          |
| 13  |  |  | Pedro Alzate         | Deportes Quindío  |